# Supernova

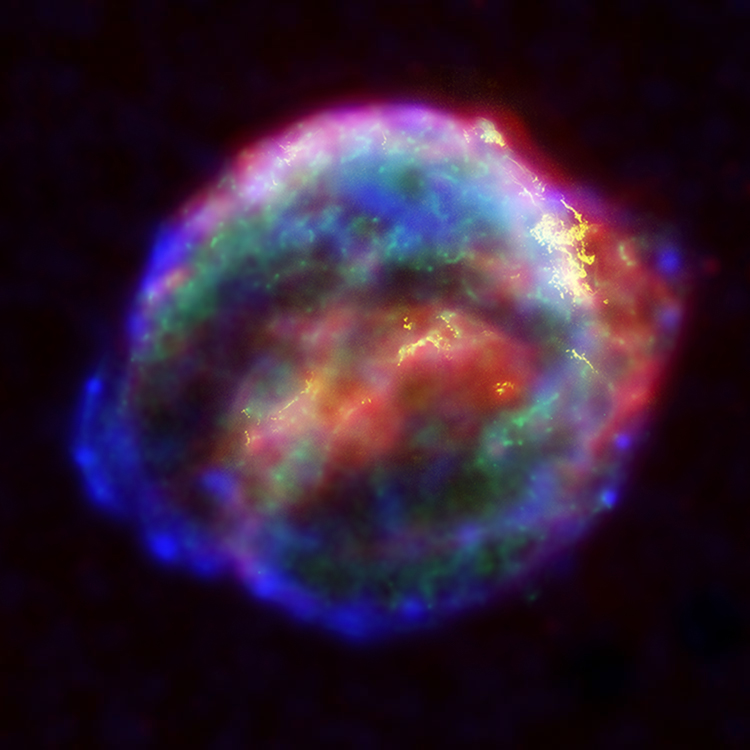
Zbytky Keplerovy supernovy, SN 1604.

Termín supernova nebo výbuch supernovy (exploze supernovy) v astronomii označuje některé hvězdné exploze, které se nám jeví jako extrémně jasné objekty. Jsou složené z plazmatu a jejich jasnost nakonec v průběhu týdnů či měsíců opět o mnoho řádů klesá. Název je latinská složenina slov super označující zde vysokou jasnost a nova (stella) je původní označení domnělého vzniku „nové hvězdy“.
K explozi vedou dvě možné cesty:
- jedná se o masivní hvězdu, která ve svém jádře syntetizovala takové množství železa nezpůsobilého jaderné fúze, že se gravitačně zhroutí, neboť utlumená fúzní reakce již není schopna čelit síle gravitace.
- jedná se o bílého trpaslíka, který nahromadil materiál od svého hvězdného průvodce, dosáhl Chandrasekharovy meze a prodělal termonukleární explozi.

V obou případech výsledný výbuch supernovy rozmetá obrovskou silou většinu nebo všechnu hmotu hvězdy.
Exploze vytváří rázovou vlnu, která se šíří do okolního prostoru, interaguje se zbytky supernovy a s mezihvězdnou hmotou. Nejznámějším[zdroj?] příkladem tohoto procesu jsou zbytky SN 1604, viz obrázek. Exploze supernov jsou jedním ze zdrojů všech prvků těžších než železo. Dalším zdrojem jsou kolize neutronových hvězd. Například všechen zinek, zlato a uran byly syntetizovány při explozi supernov nebo při kolizí neutronových hvězd před miliardami let. Supernovy vnášejí do mezihvězdné hmoty těžké prvky a obohacují tak molekulární mračna, která jsou dějištěm tvorby nových hvězd. Činnost supernov významně ovlivnila složení sluneční soustavy a umožnila tak nakonec život na Zemi, jak ho známe. Výbuch supernovy je provázen obrovskými teplotami a za jistých podmínek mohou fúzní reakce během vrcholné fáze vyprodukovat některé z nejtěžších prvků, jako je kalifornium.
Podstatu jevu i samotný název „supernova” poprvé představili veřejnosti Fritz Zwicky a Walter Baade na přednášce na Stanfordově univerzitě 15. prosince 1933. Původní jev nova pochází z latinského stella nova, „nová hvězda“ a označoval obdobný jev, který byl pozorován jako nově vzniklá jasná a krátce svítící hvězda na nebeské sféře. Zažitý termín nova se nezměnil ani po zjištění, že se nejedná o novou hvězdu, ale o fázi ve vývoji hvězdy na konci jejího života. Předpona „super“ odráží skutečnost, že při výbuchu supernovy se uvolňuje mnohem více energie. Předpokládané největší supernovy se nazývají hypernovy.

## Klasifikace
Když se astronomové snažili porozumět explozím supernov, klasifikovali je podle čar různých chemických prvků objevujících se v jejich spektru. Dobrý popis těchto tříd poskytuje anglická publikace „Optická spektra supernov“ od Filipenka (Annual Review of Astronomy and Astrophysics, Volume 35, 1997, pp. 309-355)
Základním prvkem rozdělení je přítomnost nebo nepřítomnost čáry vodíku. Pokud spektrum supernovy obsahuje čáru vodíku, je klasifikována jako typ II, jinak jde o typ I.
Kromě těchto skupin existují podrobnější dělení podle přítomnosti jiných čar nebo tvaru světelné křivky.

### Shrnutí
Typ I
Žádné Balmerovy čáry vodíku
Typ Ia
Čára Si II na 615,0 nm
Typ Ib
Čára He I na 587,6 nm
Typ Ic
Slabé nebo žádné čáry hélia
Typ II
Má Balmerovy čáry vodíku
Typ II-P
Plochá světelná křivka
Typ II-L
Lineární pokles světelné křivky (závislost magnitudy na čase)

### Typ Ia

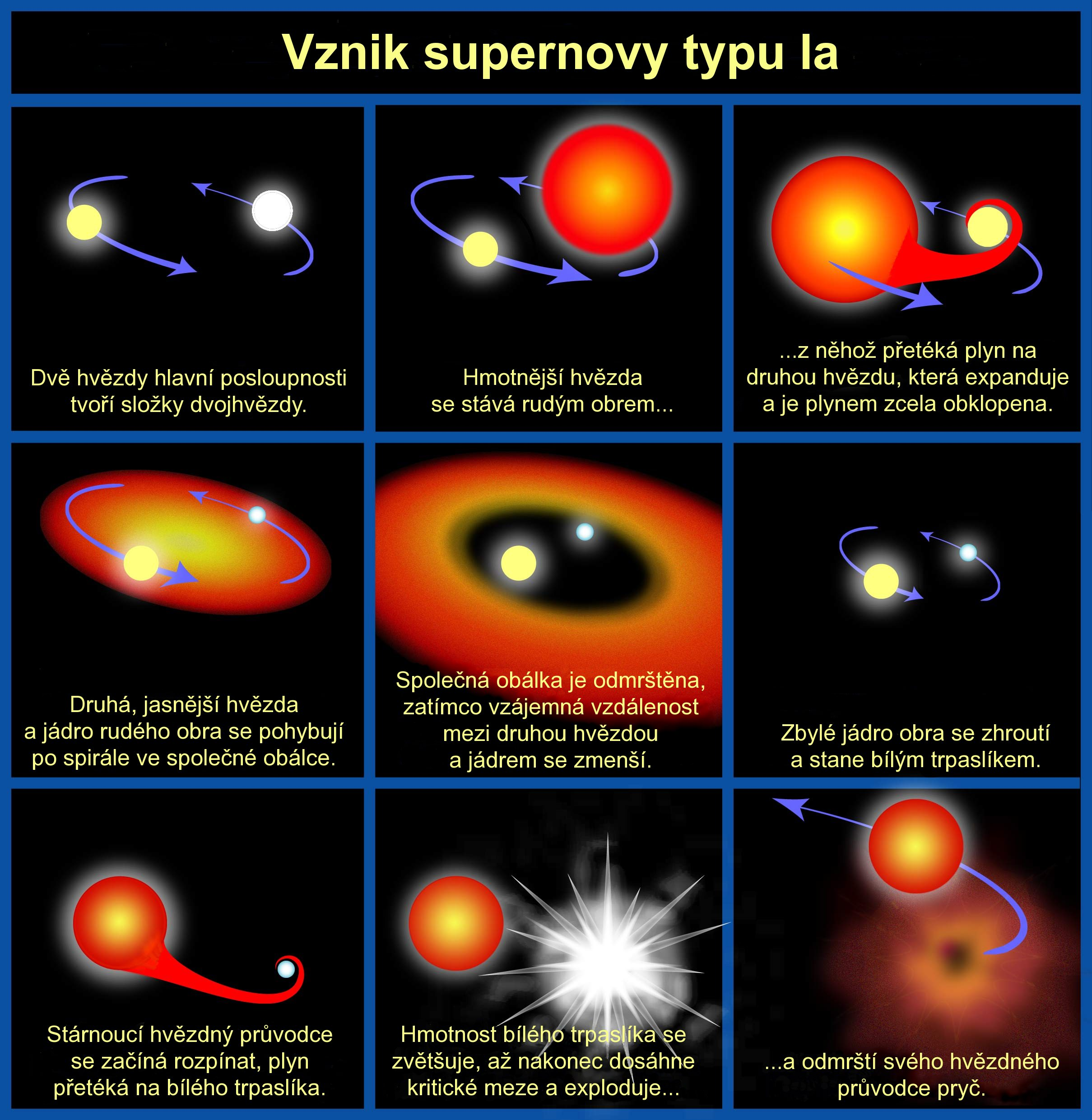
Schematický nákres vzniku supernovy typu Ia

Supernovy typu Ia postrádají hélium a obsahují ve svém spektru absorpční čáru křemíku poblíž světelného vrcholu. Podle nejvíce akceptované teorie je tento typ supernov výsledkem procesu, při němž uhlíko-kyslíkový bílý trpaslík shromažďuje hmotu z blízkého hvězdného průvodce, obvykle rudého obra, až nakonec dosáhne Chandrasekharovy meze. Nárůst tlaku zvýší teplotu v okolí centra a začne perioda konvekce dlouhá asi 100 let. V jistém bodě této fáze slabého vření se zažehne deflagrační plamen živený termojadernou fúzí. Detaily jeho vzniku, umístění a počet bodů, v nichž započne, jsou stále neznámé. Dramatickému zrychlování šíření plamenu napomáhá Rayleighova-Taylorova nestabilita a interakce s turbulentními proudy. Předmětem velkých debat je stále otázka přeměny podzvukového šíření plamenu (deflagrace) do nadzvukové detonace.
Energie, která se uvolní termonukleárním zážehem (~1044 J), způsobí prudkou explozi hvězdy a vznik rázové vlny. Vyvrhovaná hmota je urychlována na rychlosti v řádu 10 000 km/s. Energie uvolněná při explozi způsobí také extrémní zvýšení jasnosti.
Teorie zabývající se tímto typem supernov je podobná teorii nov, v níž bílý trpaslík nabírá hmotu mnohem pomaleji a nedosáhne Chandrasekharovy meze. V případě novy zapříčiní dopadající hmota fúzní reakci materiálu poblíž povrchu, nezpůsobí však kolaps hvězdy.
Supernovy typu Ia mají charakteristickou světelnou křivku (graf jasnosti po explozi jako funkce času). V okamžiku maximální jasnosti obsahuje spektrum čáry středně těžkých prvků od kyslíku po vápník; jsou to hlavní produkty fúze ve vnějších vrstvách hvězdy. Měsíce po explozi, když vnější vrstvy expandují natolik, že se stanou průhlednými, začne ve spektru dominovat světlo emitované materiálem poblíž jádra hvězdy: těžké prvky syntetizované při explozi, nejvýznamnějšími jsou prvky skupiny železa. Radioaktivní rozpad 56Ni přes 56Co na 56Fe produkuje vysokoenergetické fotony, které dominují energetickému výstupu vyvržené hmoty ve střednědobém i dlouhodobém horizontu.
Typ supernov Ia uvolňuje největší množství energie mezi všemi ostatními známými třídami supernov. Nejvzdálenější jednoduchý objekt, jaký kdy byl ve vesmíru detekován (galaxie a kulové hvězdokupy se nepočítají), byla právě supernova SN 1997ff typu Ia vzdálená více než 11 miliard světelných let (přes 100 yottametrů).
Na rozdíl od jiných typů supernov lze supernovy typu Ia zpravidla najít ve všech typech galaxií, včetně eliptických. Nezdá se, že by upřednostňovaly nějakou oblast dnešních hvězdných formací.
Podobnost tvarů profilů jasnosti všech známých supernov typu Ia vede k jejich užívání jako standardních svíček v extragalaktické astronomii. Jsou prakticky jediným nástrojem umožňujícím měření velkých intergalaktických vzdáleností. V roce 1998 dala pozorování supernov typu Ia neočekávaný výsledek — vypadá to, že vesmír prodělává zrychlující se expanzi.

### Typ Ib a Ic
Raná spektra typů Ib a Ic neobsahují čáry vodíku ani výraznou křemíkovou absorpci poblíž 615 nanometrů. Za událostmi jako jsou supernovy typu II stojí pravděpodobně masívní hvězdy, které vyčerpaly palivo ve svých centrech; na rozdíl od nich původci typů Ib a Ic ztratili většinu svých obálek následkem silných hvězdných větrů popřípadě interakcí se svým průvodcem. Uvažuje se, že supernovy typu Ib jsou výsledkem zhroucení Wolfových–Rayetových hvězd. Existují jisté důkazy, že supernovy typu Ic mohou být původci některých typů gama záblesků, i když se zároveň soudí, že je může druhotně způsobit jakákoliv supernova v závislosti na geometrii exploze.

### Typ II

#### Vyčerpání paliva pro fúzi
Hvězdy mnohem hmotnější než naše Slunce se vyvíjejí o dost složitějšími způsoby. V jádru našeho Slunce se každou sekundu přemění 589 miliónů tun vodíku na 584 miliónů tun hélia, rozdíl hmotnosti 4,3 miliónů tun je přeměněn v čistou energii, která je vyzářena pryč. Hélium vyprodukované v jádře se zde hromadí, dokud se teploty v jádře nezvýší na úroveň, která dovolí fúzi hélia. Nakonec se vodík v jádře přeměnou na hélium a postupným rozředěním vznikajícím héliovým „popelem“ vyčerpá, fúze se zpomalí, gravitace nabude převahu a začne jádro stlačovat. Smršťování jádra zvýší teplotu natolik, že se zahájí kratší fáze fúze hélia, která bude hrát roli po méně než 10 % života hvězdy. Ve hvězdách menších než 10 hmotností Slunce se uhlík produkovaný fúzí hélia dále nespaluje a hvězda se pak postupně ochlazuje, tvoří se degenerovaný elektronový plyn a vzniká bílý trpaslík. Bílí trpaslíci se mohou později stát supernovou typu I, jak bylo popsáno výše.

„Cibulovitá“ struktura jádra hmotné hvězdy

Ještě větší hvězdy mají gravitaci dostatečně silnou k vytvoření teplot a tlaků umožňujících fúzi uhlíku v jádře poté, co se začne smršťovat. Jádra těchto masívních hvězd nabývají vrstevnaté struktury podobné cibuli, jak jsou postupně v centru vytvářena těžší a těžší atomová jádra. Vnější vrstva obsahuje vodíkový plyn, když se noříme dolů, míjíme vrstvu vodíku spojujícího se fúzí v hélium, vrstvu hélia, vrstvu hélia spojujícího se fúzí v uhlík, vrstvu uhlíku a vrstvu uhlíku měnícího se fúzí v těžší prvky. Tyto hvězdy procházejí postupnými stadii vývoje, při přechodu mezi nimi se jádro smršťuje, až začne vytvářet atomová jádra, jejichž fúze byla dříve nemožná, a nově uvolňovaná energie opět nastolí rovnováhu mezi tlakem plynu a gravitací. I v průběhu jednoho stadia se jasnost hvězdy nepravidelně mění — každý nový zážeh fúze vytlačuje prvky z fúzujícího jádra do toho, co se nazývá „hvězdnou obálkou,“ reakce se ztlumí, dovolí gravitaci vmáčknout hmotu zpět do aktivního jádra a začít tak nový cyklus.
Limitujícím faktorem v tomto procesu je množství energie uvolněné fúzí, které závisí na vazebné energii v atomových jádrech. Každý následný krok produkuje postupně těžší a těžší prvky, které jsou stále těsněji svázány silnou interakcí, což znamená, že uvolňují při fúzi méně energie, než by uvolňovala lehčí jádra.
Nejtěsnější vazby v celém atomovém jádře má železo, chemickým symbolem Fe. Představuje „dno údolí nuklidů,“ lehčí prvky uvolňují energii při termojaderné fúzi a těžší při štěpení (jako při štěpné reakci). Když se v jádře hvězdy začne hromadit železný „popel,“ gravitace do aktivní oblasti tlačí více a více hmoty, která postupně projde všemi stupni fúze: vodík na hélium proton-protonovým cyklem, hélium na uhlík 3-alfa reakcí, uhlík s héliem na kyslík, kyslík na neon, neon na hořčík, hořčík na křemík a křemík na železo.

#### Zhroucení jádra
Železné (Fe) jádro hvězdy je pod obrovským gravitačním tlakem a protože zde již není další fúze, nemůže vzdorovat tlakem plynu, jak je obvyklé, a místo něj nastupuje tlak elektronové degenerace — odpor elektronů proti stlačování k jiným elektronům. Pokud se dosáhne Chandrasekharovy meze, při níž se přesáhne degenerační tlak, železné jádro se začne hroutit. Hroutící se jádro produkuje vysoce energetické gama paprsky, které rozbíjejí některá železná jádra na 13 He a 4 neutrony v procesu známém jako fotodisociace. Žádná jaderná reakce s jádrem železa však nemůže uvolnit energii; může ji jen absorbovat. Ačkoliv reakce v jádře po milióny let vyzařovaly energii ven a udržovaly hvězdu v rovnováze proti gravitaci, náhle začínají naopak energii pohlcovat, pomáhají gravitaci, takže se jádro, masívní struktura velikosti Slunce, zhroutí ve zlomku sekundy.
Jak se hustota hroutícího se jádra prudce zvyšuje, elektrony a protony jsou tlačeny k sobě, dokud jejich elektrické přitahování nepřekoná vzájemné vnitřní jaderné odpuzování. Při této reakci, inverzním beta-rozpadu, je elektron vtlačen do protonu, uvolní se neutrino a vznikne neutron. Únik neutrina z jádra a odčerpávání energie dále urychluje kolaps, následkem čehož oddělení hvězdného jádra od vnějších vrstev a dosažení hustoty atomového jádra trvá pouhé milisekundy. Při této hustotě brání dalšímu stlačování vzájemný odpor neutronů způsobený jejich kvantovými vlastnostmi (jde o fermiony podléhající Pauliho vylučovacímu principu). V tomto okamžiku je neutronový degenerační tlak dostatečný k vyrovnání gravitace; jádro však ve skutečnosti přesáhne bod rovnováhy a podléhá nepatrnému pružení, vytvářejíc rázové vlny, které narážejí do kolabujících vnějších vrstev hvězdy. Pokud je zárodek neutronové hvězdy, který se z jádra zformoval, dostatečně masivní, pokračuje v kolapsu a skončí buď přímo jako černá díra nebo se v závislosti na hmotnosti kolaps zastaví v některém z teorií předpovězených stabilních mezistavů. Takovým přechodem může být hypotetická hyperonová hvězda, jejíž neutronový plyn byl stlačením dále degenerován a neutrony vybuzeny do stavu hyperonů. Pokud ani degenerační tlak hyperonového plazmatu není s to odolat gravitaci, může se kolaps zastavit ještě ve stádiu kvarkové hvězdy skládající se z kvark-gluonového plazmatu. Kvarky jsou opět fermiony a díky Pauliho vylučovacímu principu by měly být schopné vyrovnat gravitační tlak vytvořením degenerovaného plynu podobně jako elektrony v případě bílých trpaslíků a neutrony v neutronových hvězdách. Existence kvarkových hvězd ale zatím[kdy?] nebyla dostatečně podložena pozorováním.

#### Přenos energie kolapsu do exploze
Víme, že fáze kolapsu jádra hvězdy je tak rychlá a energetická, že pouze neutrina jsou schopna jej v té chvíli opustit. Většina gravitační potenciální energie kolapsu je přeměněna na 10 sekundový záblesk neutrin, při němž se uvolní 1046 J. Část této energie, asi 1044 J je reabsorbována explodující hvězdou. Energie připadající na částici v supernově je typicky desítky až stovky MeV (1 až 150 pJ). Neutrina produkovaná supernovou byla skutečně pozorována v případě supernovy 1987A a ubezpečila astronomy, že základní obraz kolapsu je v principu správný. Několik souběžně pracujících detektorů neutrin založilo SNEWS, systém varování před supernovami (Supernova Early Warning System), který má zabezpečit včasné upozornění komunity astronomů na přicházející explozi supernovy v naší Galaxii.
Energie částic je poměrně malá, takže standardní model částicové fyziky se zdá být v zásadě v pořádku, vyšší hustoty si však mohou vynutit jeho korekce. Pozemské akcelerátory jsou schopny vytvořit interakce částic, jejichž energie je mnohem vyšší, než byla pozorována u supernov, tyto experimenty však zahrnují pouze jednotlivé částice interagující s jinými jednotlivými částicemi, je proto možné, že za vysokých hustot uvnitř supernovy vznikají neočekávané efekty. Interakce mezi neutriny a jinými částicemi uvnitř supernovy jsou určovány slabou interakcí, jejíž modelování je dobře zvládnuto. Naproti tomu interakce mezi protony a neutrony jsou ovlivněny především silnou interakcí, u které jsou výpočetní modely mnohem složitější.
Hlavním nevyřešeným problémem supernov typu II je, že nerozumíme, jak záblesky neutrin přenášejí energii na zbytek hvězdy a vytvářejí rázovou vlnu, způsobující její explozi. Z předchozího plyne, že na vznik exploze je nutné pouhé jedno procento vyzářené energie, ale objasnit jeho získání se ukazuje být velmi obtížným. V roce 1990 jeden z modelů vysvětloval tento fakt mj. mechanismem zvrácení konvekce, kde předpokládal, že konvekce, ať už neutrin zevnitř, tak i padající hmoty shora, dokončí proces destrukce původní hvězdy. Během exploze jsou zachycováním neutronů vytvářeny prvky těžší než železo a díky tlaku neutrin na okraje „neutrinosféry“ je okolní prostor obohacen oblaky plynu a prachu bohatšími na těžší prvky, než byla hvězda, z níž původně pocházely.
Neutrinová fyzika, založená na standardním modelu, je k pochopení tohoto procesu klíčová. Další rozhodující oblastí výzkumů je magnetohydrodynamika plazmatu (MHD), z níž je vytvořena umírající hvězda, její chování během hroucení jádra, jak se vytváří „rázová vlna,“ kdy a jak se „zastaví“ a znovu načerpá energii. Počítačové modely jsou úspěšné ve výpočtech chování supernov typu II pouze od chvíle, kdy je rázová vlna již vytvořena. Pokud ignorujeme první sekundu exploze a předpokládáme, že exploze již začala, astrofyzikové jsou schopni detailně předpovědět prvky produkované supernovou a její očekávanou světelnou křivku.
Zbývající jádro hvězdy se může v závislosti na své hmotnosti stát buď neutronovou hvězdou, černou dírou, případně i dosud pouze hypotetickou hyperonovou nebo kvarkovou hvězdou, protože však mechanismu kolapsu supernovy málo rozumíme, hraniční hmotnosti neznáme.

#### Podtypy supernov typu II
Supernovy typu II lze ještě rozdělit podle tvaru jejich světelných křivek na typy II-P a II-L. Typ II-P obsahuje ve své světelné křivce „plošinu“ (francouzsky plateau), zatímco II-L v ní má „lineární“ pokles (anglicky linear, lineární v závislosti magnitudy na čase, exponenciální v závislosti jasnosti na čase). Má se za to, že toto rozdílné chování má původ v obálce těchto hvězd. Supernovy Typu II-P mají velkou vodíkovou obálku, která zachytí energii vyslanou ve formě gama paprsků a pomalu ji uvolňuje, zatímco u typu II-L se předpokládají mnohem menší obálky přeměňující méně gama záření do viditelného světla.
Supernovy typu II je možné také dále rozdělit podle jejich spektra. Zatímco většina supernov typu II se vyznačuje velmi širokými emisními čarami, což znamená expanzní rychlosti mnoha tisíc km/s, některé z nich mají relativně úzké rysy, což může být způsobeno interakcí obálky s mezihvězdným materiálem; nazýváme je typ IIn, kde „n“ znamená „úzký“ (anglicky narrow).
U několika supernov, jako například SN 1987K a 1993J, se zdá, že změnily typ: zpočátku vykazovaly čáry vodíku, pak však, v průběhu týdnů či měsíců, začaly dominovat čáry hélia. Pro popis této kombinace rysů typů II a Ib se užívá termín „typ IIb.“ Jedná se nejspíš o masívní hvězdy, které ztratily téměř celý, ale nikoliv všechen vodíkový obal. Jak zbytky supernovy expandují, vodíková vrstva se rychle stane opticky průsvitnou a odhalí hlubší vrstvy.
Existují spekulace, že některé výjimečně velké hvězdy mohou místo toho před svým zánikem vytvořit „hypernovu.“ V navrženém mechanismu hypernovy se jádro extrémně masívní hvězdy hroutí přímo do černé díry a dva extrémně energetické výtrysky plazmatu jsou vymrštěny takřka světelnou rychlostí z pólů její rotace. Tyto výtrysky emitují intenzívní gama paprsky a patří mezi několik kandidátů na vysvětlení gama záblesků.

## Pojmenování supernov
Objevy supernov jsou oznamovány na Centrálu astronomických telegramů Mezinárodní astronomické unie, která vydá oběžník s přiděleným názvem. Název se skládá z roku objevu a jedno nebo dvoupísmenného označení. Prvních 26 supernov v roce dostává písmena od A do Z. Po Z se začíná s aa, ab, atd.

## Významné supernovy

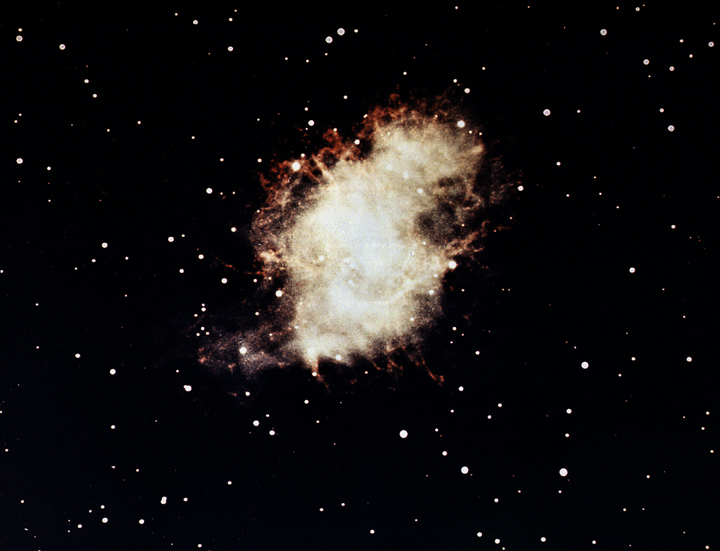
Krabí mlhovina je expandující oblak plynu vytvořený supernovou z roku 1054.

Zde uvedené letopočty představují okamžik prvního pozorování na Zemi. Událost samotná nastala ve vzdálenostech stovek nebo tisíců světelných let od Země a tomu odpovídá doba, kterou světlu překonání této vzdálenosti muselo zabrat.
- 1006 – SN 1006 – Nejjasnější zaznamenaná supernova s hvězdnou velikostí −7,5±0,5 mag[1]; záznamy dokládají pozorování v dnešním Egyptě, Íránu, Švýcarsku, Číně a Japonsku.
- 1054 – SN 1054 – počátek formování Krabí mlhoviny, zaznamenaný čínskými a arabskými astronomy.
- 1181 – SN 1181 – zaznamenaná čínskými a japonskými astronomy, supernova v Kasiopei, jejím pozůstatkem je pravděpodobně podivná hvězda 3C 58.
- 1572 – SN 1572 – supernova v Kasiopei, pozorovaná Tycho Brahem, jehož kniha De Nova Stella dala podobným objektům název „nova“. Zaznamenána byla i jinými evropskými pozorovateli (například Tadeáš Hájek z Hájku) i čínskými.
- 1604 – SN 1604 – supernova v Hadonoši, pozorovaná Johannem Keplerem; poslední supernova pozorovaná v Mléčné dráze.
- 1885 – S Andromeda v galaxii Andromeda, objevená Ernstem Hartwigem.
- 1987 – SN 1987A ve Velkém Magellanově mračnu, byla pozorována hodinu po hodině od svého počátku, představovala první možnost otestování moderních teorií formování supernov.
- Cassiopeia A – supernova v Kasiopei, nepozorovaná ze Země, odhaduje se však, že je ~300 let stará. Je to nejjasnější zbytek supernovy v rádiovém oboru.

Supernovu z roku 1604 použil italský učenec a astronom Galileo jako důkaz neplatnosti aristotelovského dogmatu o naprosté neměnnosti nebes.

## Supernovy jako příčiny vymírání druhů
Supernovy po sobě často zanechávají zbytky; studiem těchto objektů o nich získáváme další cenné vědomosti. Supernovy z dávných dob jsou řazeny mezi teorie o možných příčinách velkých hromadných vymírání na Zemi, například vymírání na konci křídy, při kterém byli před 66 miliony let vyhubeni dinosauři a mnoho dalších skupin tehdejších organismů. S takovou teorií přišli například kanadští astrofyzici Victor A. Hughes a David Routledge v 70. letech 20. století. Zatím ale není pro žádnou takovou událost dostatek přesvědčivých důkazů.